# Partito della Gioventù - Verdi Europei
Il Partito della Gioventù - Verdi Europei (Stranka mladih - Zeleni Evrope, SMS-Zeleni) è un partito politico sloveno; fino al 2009 era denominato Partito della Gioventù di Slovenia (Stranka mladih Slovenije).
Guidato da Darko Krajnc, aderisce al Partito Verde Europeo.

## Storia
Il partito, fondato il 4 luglio 2000 da persone insoddisfatte della situazione nazionale, si prefigge di coinvolgere i giovani nella partecipazione politica, ma si dichiara aperto a chiunque desideri un nuovo approccio alla politica.
Ha ottenuto la sua unica rappresentanza parlamentare alle elezioni del 2000, con il 4,3% dei voti e 4 seggi. Successivamente ha sempre ottenuto una percentuale inferiore alla soglia di sbarramento.
Alle elezioni europee del 2004, il partito ha presentato una lista unita con i Verdi, ottenendo il 2,3% dei voti e nessun seggio; in quella occasione ha patito l'uscita di molti militanti, che in seguito hanno costituito Slovenia Attiva.
Alle politiche del 2008 SMS si è alleato con i cristiani-agrari del Partito Popolare Sloveno; l'alleanza SMS-SLS ha ottenuto il 5,2% dei voti e 7 seggi, 2 in meno di quanti ne avessero da soli i Popolari.

## Risultati elettorali
| Elezione          | Voti   | %    | Seggi  |
| ----------------- | ------ | ---- | ------ |
| Parlamentari 2000 | 46.674 | 4,34 | 4 / 90 |
| Europee 2004      | 10.027 | 2,30 | 0 / 8  |
| Parlamentari 2004 | 20.174 | 2,08 | 0 / 90 |
| Parlamentari 2008 | 54.809 | 5,21 | 5 / 90 |
| Europee 2009      | 9.093  | 1,96 | 0 / 8  |
| Parlamentari 2011 | 9.532  | 0,86 | 0 / 90 |
| Europee 2019      | 7.980  | 1,66 | 0 / 8  |
| 1. 2. 3.          |        |      |        |